# テチューシ
座標: 北緯54度56分 東経48度50分 / 北緯54.933度 東経48.833度

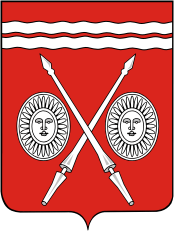
テチューシの紋章

テチューシ（ロシア語: Тетю́ши、ラテン文字表記の例: Tetyushi）、またはタテシュ（タタール語: Тәтеш, Täteş）は、ロシアのタタールスタン共和国南西部の町。人口は1万535人（2021年）。
共和国の首都カザンからは南へ180km。ヴォルガ川のダム湖、クイビシェフ湖の西岸に位置する。すぐ南にウリヤノフスク州との境界がある。最寄りの鉄道駅がある町は、45km西のブインスク。

## 歴史
1574年から1578年にかけて（資料によっては1555年から1557年にかけて）旧カザン・ハン国の地を抑えるための要塞としてテチューシュスカヤ・ザスタヴァ（Тетюшская застава）が建てられた。おそらくタタール人領主の名に由来する地名であると考えられている。スチェパン・ラージンの反乱では大きな戦いの舞台となった。
1781年にはテチューシの名で市となり、郡の中心地となった。19世紀末にはこの地方の交易の中心として発展している。

## 文化・経済・交通
テチューシには、カザンの生神女のイコンに捧げられたカザンの生神女聖堂が1773年に建てられ、現存している。また歴史博物館もある。
テチューシには食品工場や製材所のほか、カザン・ヘリコプター工場の部品工場などがある。